# Margarita Peña Muñoz
Concepción Margarita Peña Muñoz (Ciudad de México, 21 de agosto de 1937-7 de octubre de 2018), conocida como Margarita Peña, fue una escritora, traductora e investigadora mexicana, doctora en letras, docente y profesora emérita en la Universidad Nacional Autónoma de México. Su trabajo está enfocado en la literatura mexicana de los siglos XVI, XVII y XVIII.

## Estudios académicos
Obtuvo la licenciatura, la maestría y el doctorado en lengua y literatura hispánicas, en maestría en letras (literatura española) y en letras, respectivamente, en la Universidad Nacional Autónoma de México, en los años 1997, 1997 y 1998, respectivamente.

## Trayectoria laboral
Fue profesora de literatura novohispana, así como de literatura del Siglo de Oro. Se desempeñó como docente a nivel licenciatura durante más de treinta años en la Facultad de Filosofía y Letras de la Universidad Nacional Autónoma de México. Perteneció al Sistema Nacional de Investigadores (SNI) (nivel III) desde el 2003 y fue Coordinadora de la Cátedra Extraordinaria “Juan Ruiz de Alarcón”. Realizó su labor docente en diversas universidades tanto del país como del extranjero.

## Su obra
Tuvo una amplia actividad en el mundo de las letras, por lo que su obra se extiende a la creación de artículos, ensayos, ediciones críticas, compilaciones y antologías, novela cuento, ensayo, artículos periodísticos, entre otras; su constante trabajo en el Archivo General de la Nación le permitió dar a conocer desde conjuros, cartas, sonetos, romances, declaraciones de reos e incluso un fragmento de un tratado de quiromancia. La obra que reúne una amplia variedad de estos escritos se llama La palabra amordazada, y da a conocer literatura censurada por la Inquisición en México durante la colonia. Escribió más de treinta ensayos, su impresionante labor en el rescate documental la convierte en una importante escritora y literata mexicana. La edición crítica del cancionero novohispano "Flores de baria poesía" forma parte de su trabajo.
Los títulos de sus otras obras son:

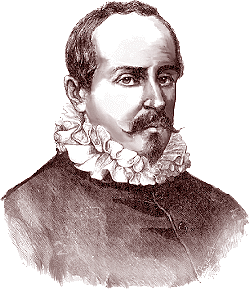
Margarita Peña fue una gran experta en Juan Ruiz de Alarcón y su tiempo

- Emisión y emblemática de un oráculo hispanoitaliano
- Juan Ruiz de Alarcón: reconstrucción biográfico-crítica
- Mofarandel de los oráculos de Apolo
- Libro del juego de las suertes
- Literatura entre dos mundos
- Descubrimiento y conquista de América
- Los cuadernos de Sor Juana
- Juan Ruiz de Alarcón ante la crítica
- La palabra amordazada
- Quiromancia y adivinación en la Nueva España
- El teatro novohispano en el {{siglo|XVIII||s
- Los varios tonos de la relación Lope de Vega-Juan Ruiz de Alarcón
- Aventuras de Lula y el duende piernas largas
- Alarcón, Cervantes: Una mirada alterna

La variedad en la selección permite tener un claro panorama del tipo de documentos escritos durante la Colonia, que muchas veces fueron motivo de ejecución.

## Premios
- Premio Universidad Nacional Autónoma de México, 1993.
- Premio de la Cámara Nacional de la Industria Editorial Mexicana, 1990, por La palabra amordazada.
- Premio Huehuetlatolli de la Cámara de Diputados al rescate documental, 1986.
- Premio de crítica literaria de la Universidad Autónoma de Ciudad Juárez, 2000.[9]
- Premio Sor Juana Inés de la Cruz de la UNAM 2007.[10]
- Cátedra Especial "Samuel Ramos" (Facultad de Filosofía y Letras, UNAM) (2008)[10]
- Homenaje de la UNAM por sus 40 años de trayectoria universitaria, 2009.